# Xemeneia al carrer Trias de Bes
La Xemeneia al carrer Trias de Bes és una obra de Castellar del Vallès (Vallès Occidental) inclosa a l'Inventari del Patrimoni Arquitectònic de Catalunya.

## Descripció
El basament de la xemeneia el forma un bloc de base quadrada realitzat amb maó vist, que és el material emprat en la construcció de tota l'estructura de la xemeneia d'una de les naus de l'empresa Vda. De J. Tolrà, Sobre el basament s'inscriuen uns esglaons que serveixen d'arrencada de la columna de la xemeneia. Aquesta presenta una forma octogonal. Actualment la empresa Tolrà no utilitza aquesta xemeneia.

## Història
La xemeneia Tolrà pertany a una de les fàbriques de la empresa tèxtil Vda. De J. Tolrà, i està situada prop del riu Ripoll. Aquesta empresa fou fundada al 1846 pel Dr. J. Tolrà i Abella. Adquirí en aquesta zona diversos molins per tal d'ampliar les seves dependències: molí de Can Barba, molí Busquets, la Farga, Cal Xom, Cal Vergés.
A mitjan segle xx, s'inaugurà una nova fàbrica situada a l'entrada de la població (Carretera de Prats), coincidint amb la celebració del centenari de la fundació de l'empresa : 1856-1956